# Mindanaolorikit
Mindanaolorikit (Trichoglossus johnstoniae) är en fågel i familjen östpapegojor inom ordningen papegojfåglar.

## Utseende och läte
Mindanaolorikiten är en 20 cm lång papegoja med grön ovansida och gul undersida med breda gröna fjäll. På huvudet syns rött med gula fjäll från hjässans främre del till hakan och bakre delen av örontäckarna, på resten av hjässan och ansiktet övergående i grönt med gula fjäll. Ett lilasvart streck går från tygeln genom och bakom ögat mot nacken. Näbben är rödorange. Stjärten är grön ovan, sotgul under. Lätena är relativt okända, där de vanligaste är raspiga "chrek-chrek" och tvåstiga och mer genomträngande "cheee!-chrek" som avges både i flykten och på från sittande fågel. Även mjuka kvitter kan höras.

## Utbredning och systematik
Arten förekommer endast i bergsskogar på Mindanao (södra Filippinerna). Den behandlas som monotypisk, det vill säga att den inte delas in i några underarter.

## Levnadssätt
Arten hittas i skog och skogsbryn i bergstrakter ovan 1000 meters höjd. Födan är dåligt känd annat än att den har setts ta nektar från träd med scharlakansröda blommor. Fåglar i häckningstillstånd har noterats mellan mars och maj. I fångenskap lägger den två ägg som endast ruvas i två–tre veckor. Ungarna är flygga efter fem veckor.

## Status
IUCN kategoriserar arten som nära hotad.

## Namn
Fågelns vetenskapliga artnamn hedrar Marion A. Johnstone, engelsk avikulturalist.

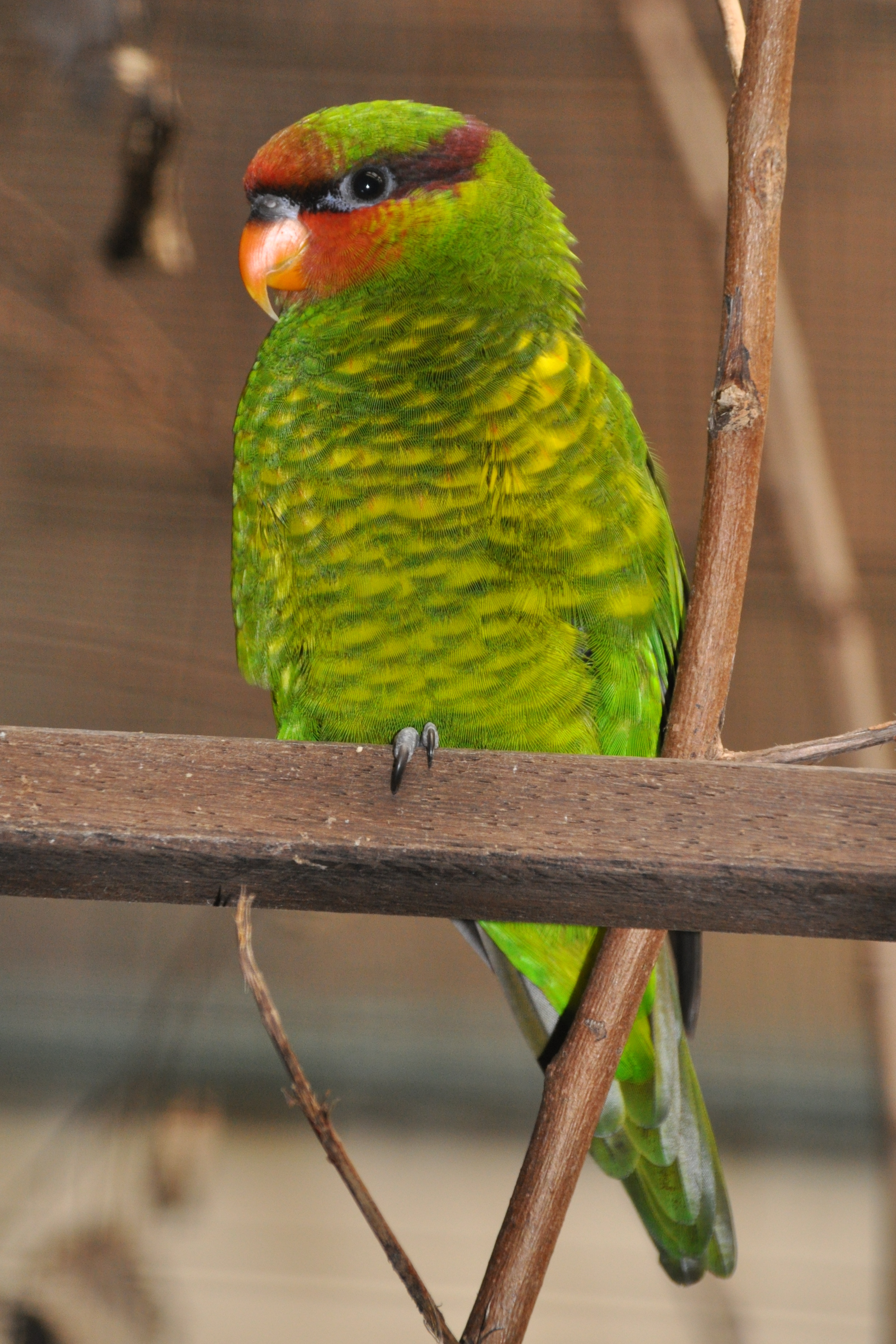
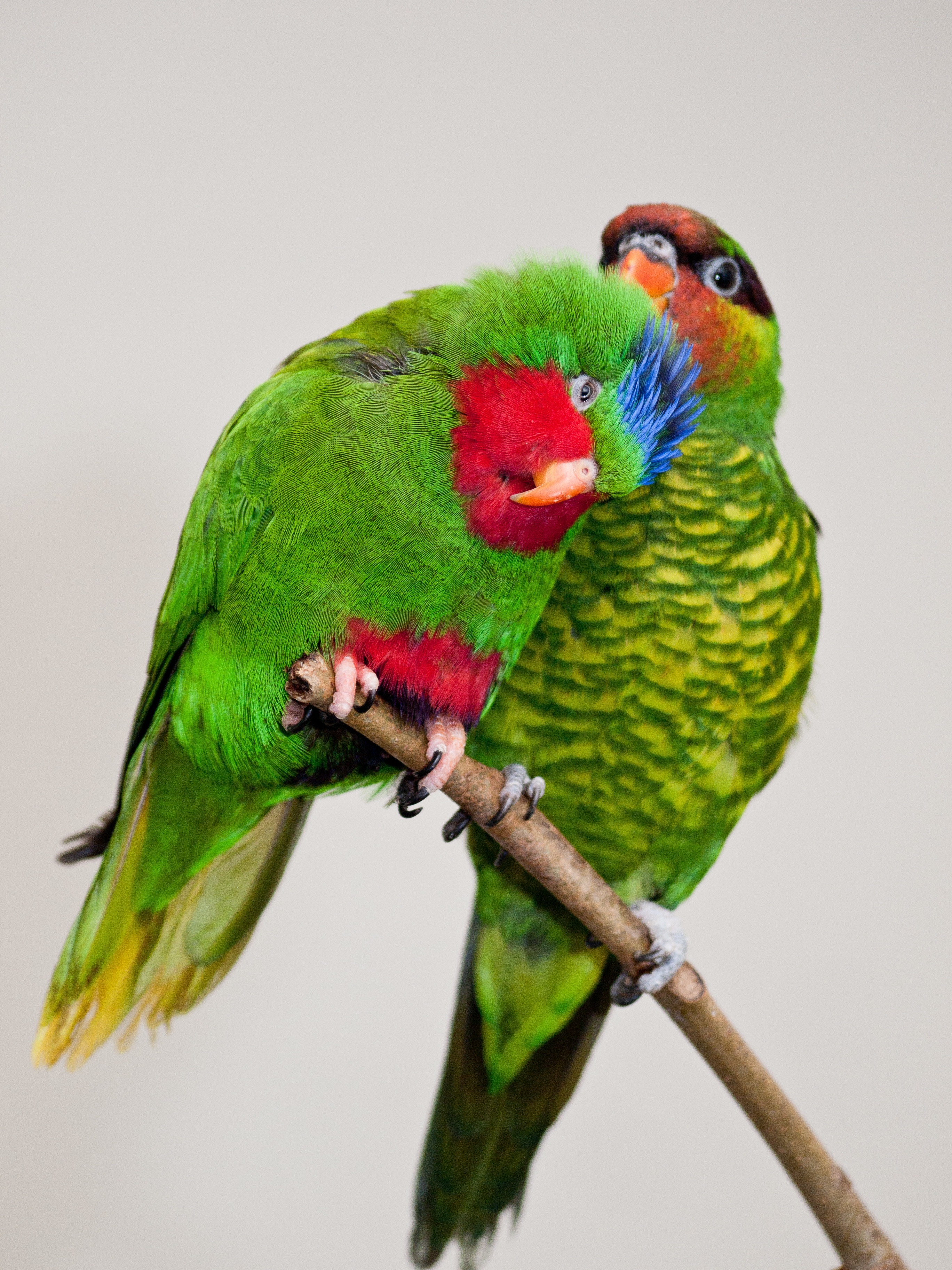